# يان-إريك لارسن
يان-إريك لارسن هو محرر وسياسي نرويجي، ولد في 27 مايو 1963. نشط حزبياً في حزب العمال. وقد انتخب وزير دولة ‏ مكتب رئيس الوزراء ‏ (15 سبتمبر 2008 – 16 أكتوبر 2009) وانتخب وزير دولة ‏ مكتب رئيس الوزراء ‏ (31 مارس 2000 – 19 أكتوبر 2001).